# 大宮町 (名古屋市)
大宮町（おおみやちょう）は、愛知県名古屋市中村区の地名。現行行政地名は大宮町1丁目から大宮町3丁目。住居表示未実施。

## 地理
名古屋市中村区中央部に位置する。東は西米野町、北は太閤通に接する。

## 歴史
当地は、1937年（昭和12年）の中村区成立当初の区役所仮庁舎が設置されるなど、中村区創設期の中心地として機能していたという。また、昭和初期には、中村郵便局の地には名古屋花壇というレジャー施設があったという。

### 沿革
- 1950年（昭和25年）7月15日 - 以下の通り、中村区米野町・下中村町・日比津町の各一部により、同区大宮町として成立[1]。
  - 大宮町1丁目が、米野町字二ツ橋・字戸崎および下中村町字穴田迎・日比津町字野合の各一部により成立[1]。
  - 大宮町2丁目が、日比津町字野合および下中村町字三枡田迎・字穴田迎の各一部により成立[1]。
  - 大宮町3丁目が、下中村町字三枡田迎・字三枡田・字灰厨・字穴田迎および日比津町字野合の各一部により成立[1]。

## 世帯数と人口
2019年（平成31年）2月1日現在の世帯数と人口は以下の通りである。
| 町丁   | 世帯数  | 人口  |
| ------ | ------- | ----- |
| 大宮町 | 425世帯 | 775人 |

### 人口の変遷
国勢調査による人口の推移
| 1950年（昭和25年） | 1,632人 | [ 4 ]     |  |
| 1955年（昭和30年） | 1,837人 | [ 4 ]     |  |
| 1960年（昭和35年） | 1,896人 | [ 5 ]     |  |
| 1965年（昭和40年） | 1,936人 | [ 5 ]     |  |
| 1970年（昭和45年） | 1,759人 | [ 6 ]     |  |
| 1975年（昭和50年） | 1,534人 | [ 6 ]     |  |
| 1980年（昭和55年） | 1,243人 | [ 7 ]     |  |
| 1985年（昭和60年） | 1,070人 | [ 7 ]     |  |
| 1990年（平成2年）  | 1,066人 | [ 8 ]     |  |
| 1995年（平成7年）  | 967人   | [ 9 ]     |  |
| 2000年（平成12年） | 868人   | [ WEB 6 ] |  |
| 2005年（平成17年） | 853人   | [ WEB 7 ] |  |
| 2010年（平成22年） | 815人   | [ WEB 8 ] |  |
| 2015年（平成27年） | 793人   | [ WEB 9 ] |  |

## 学区
市立小・中学校に通う場合、学校等は以下の通りとなる。また、公立高等学校に通う場合の学区は以下の通りとなる。
| 番・番地等 | 小学校               | 中学校               | 高等学校 |
| ---------- | -------------------- | -------------------- | -------- |
| 全域       | 名古屋市立日吉小学校 | 名古屋市立豊国中学校 | 尾張学区 |

## 交通
- 名西通（愛知県道190号名古屋一宮線）[2][10]

## 施設

### 1丁目
- 名古屋市消防局中村消防署[2]
- 大菅病院[2]
- 天理教本愛大教会

1914年（大正3年）、敷地15,974坪、建坪73坪の名古屋市内13番目の天理教教会の本愛宣教所として成立。1924年（大正13年）10月4日、本愛支教会と改称。1929年（昭和4年）3月には50坪の神殿および24坪の信徒室が落成したが、従来の教会敷地が伊勢電気鉄道の線路敷となることから、中区米野町二ツ橋（中村区大宮町）に移転することとなった。1931年（昭和6年）3月には1,000坪の土地に118坪の神殿が竣工した。1934年（昭和9年）1月30日、本愛分教会と改称。1943年（昭和18年）、本愛大教会に昇格。1962年（昭和37年）、神殿改築。

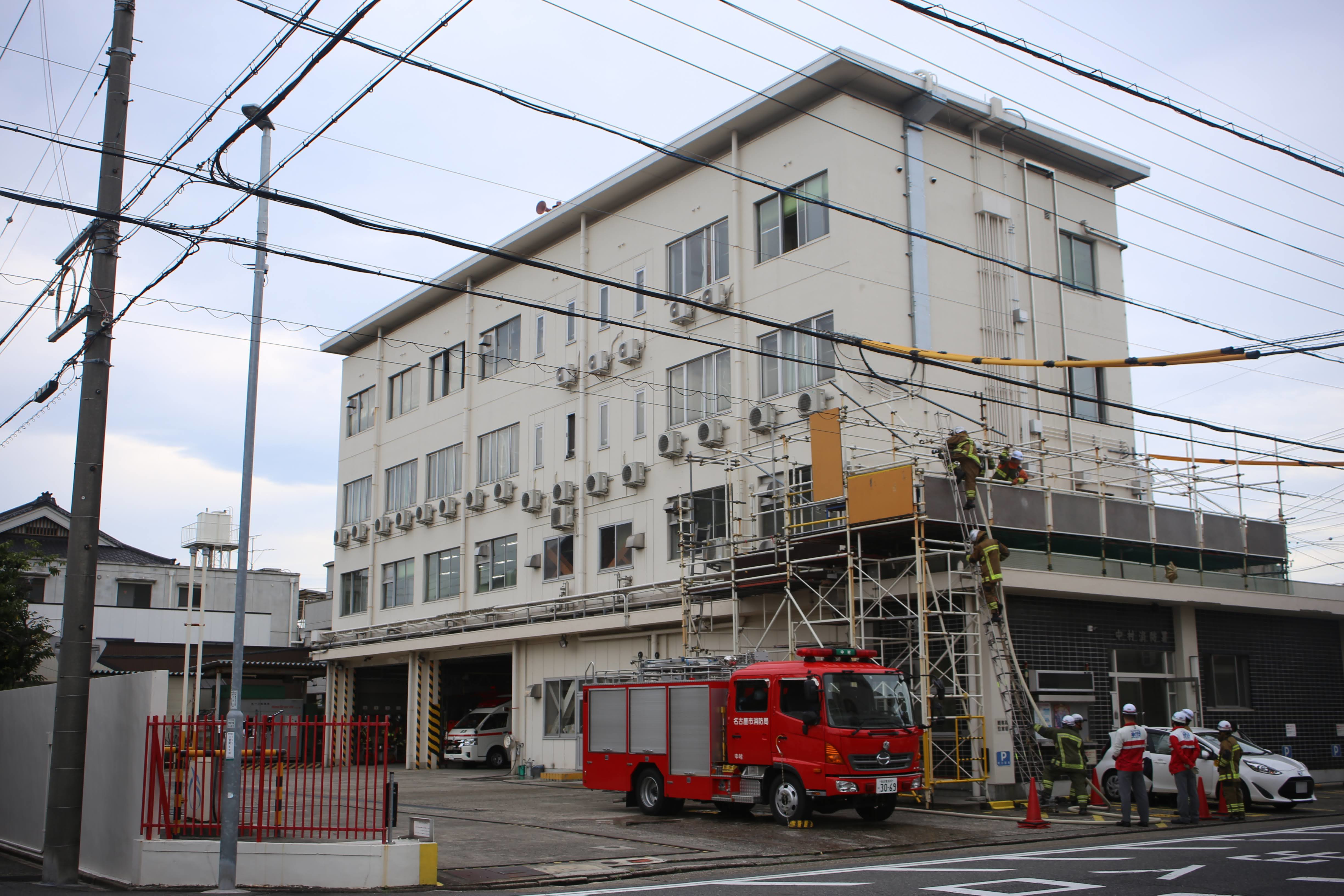
中村消防署
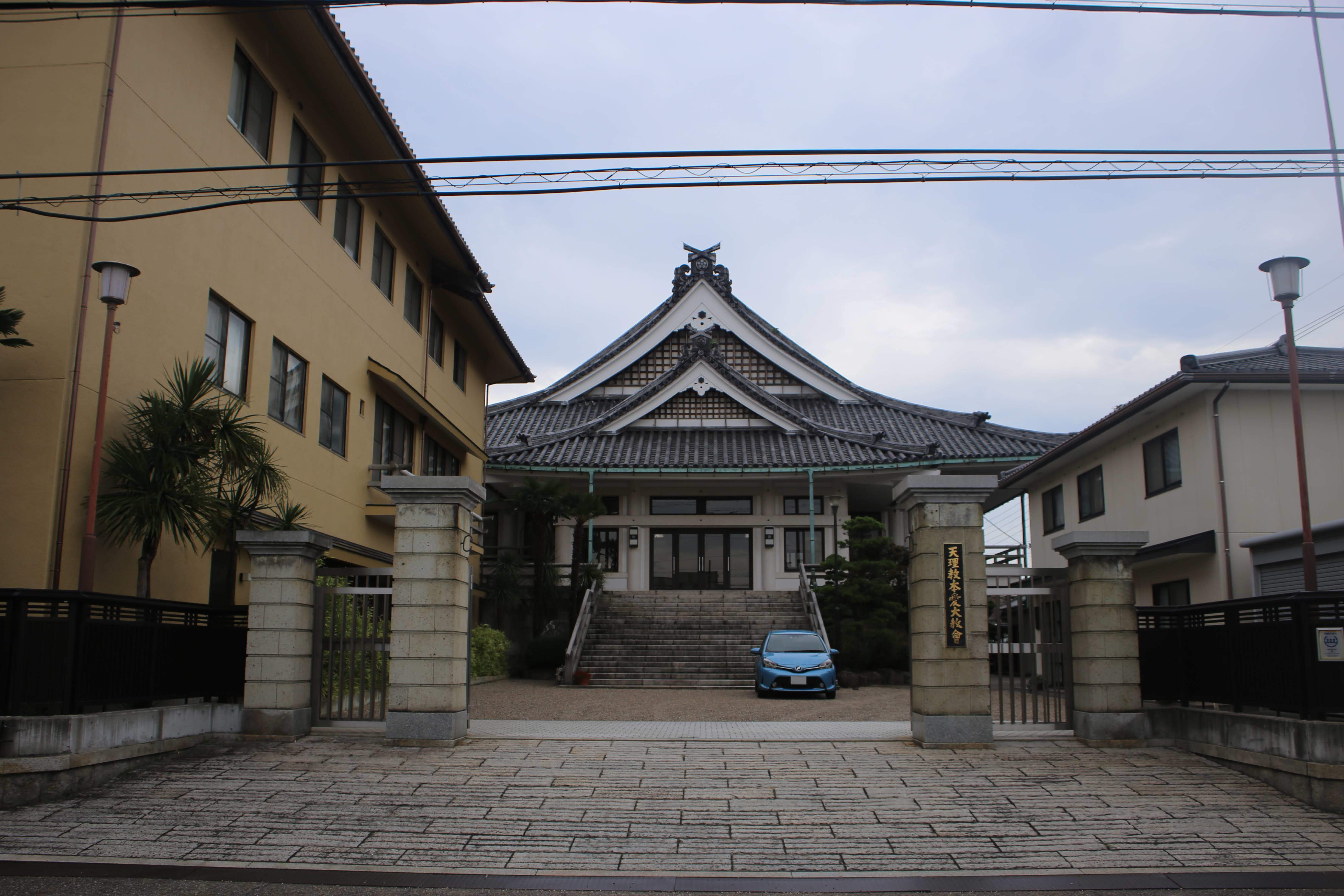
天理教本愛大教会

### 3丁目
- 中村郵便局[2]
- NTT中村電報電話局[2]
- 愛知県警察中村警察署日吉交番[2]
- 中村区役所（初代）
- 名古屋花壇

- 日吉交番

## その他

### 日本郵便
- 郵便番号 : 453-0821[WEB 3]（集配局：中村郵便局[WEB 12]）。

### WEB
1. 1 2  “愛知県名古屋市中村区の町丁・字一覧”.   人口統計ラボ. 2016年2月12日閲覧。
2. 1 2  “町・丁目(大字)別、年齢(10歳階級)別公簿人口(全市・区別)”.   名古屋市 (2019年2月20日). 2019年2月20日閲覧。
3. 1 2  “郵便番号”.  日本郵便. 2019年2月10日閲覧。
4. ↑  “市外局番の一覧”.   総務省. 2019年1月6日閲覧。
5. ↑  名古屋市役所市民経済局地域振興部住民課町名表示係 (2015年10月21日). “中村区の町名一覧”.   名古屋市. 2016年1月29日閲覧。
6. ↑  名古屋市役所総務局企画部統計課統計係 (2005年7月1日). “（刊行物）名古屋の町(大字)・丁目別人口 (平成12年国勢調査) (5)中村区(第1表から第3表)” (xls). 2015年10月16日閲覧。
7. ↑  名古屋市役所総務局企画部統計課統計係 (2007年6月27日). “（刊行物）名古屋の町(大字)・丁目別人口 (平成17年国勢調査) (5)中村区(第1表から第3表）” (xls). 2015年10月15日閲覧。
8. ↑  名古屋市役所総務局企画部統計課統計係 (2012年4月22日). “（刊行物）名古屋の町(大字)・丁目別人口 (平成22年国勢調査) (5)中村区(第1表から第3表）” (xls). 2015年10月15日閲覧。
9. ↑  名古屋市役所総務局企画部統計課統計係 (2016年3月31日). “（刊行物）名古屋の町(大字)・丁目別人口 (平成27年国勢調査) (5)中村区(第1表から第3表）” (xls). 2016年7月28日閲覧。
10. ↑  “市立小・中学校の通学区域一覧”.   名古屋市 (2018年11月10日). 2019年1月14日閲覧。
11. ↑  “平成29年度以降の愛知県公立高等学校（全日制課程）入学者選抜における通学区域並びに群及びグループ分け案について”.   愛知県教育委員会 (2015年2月16日). 2019年1月14日閲覧。
12. ↑  郵便番号簿 平成29年度版 - 日本郵便. 2019年02月26日閲覧 (PDF)

### 書籍
1. 1 2 3 4 5  中村区制施行50周年記念事業実行委員会記念誌編集委員会 1987, p. 440.
2. 1 2 3 4 5 6 7 8  「角川日本地名大辞典」編纂委員会 1989, p. 1497.

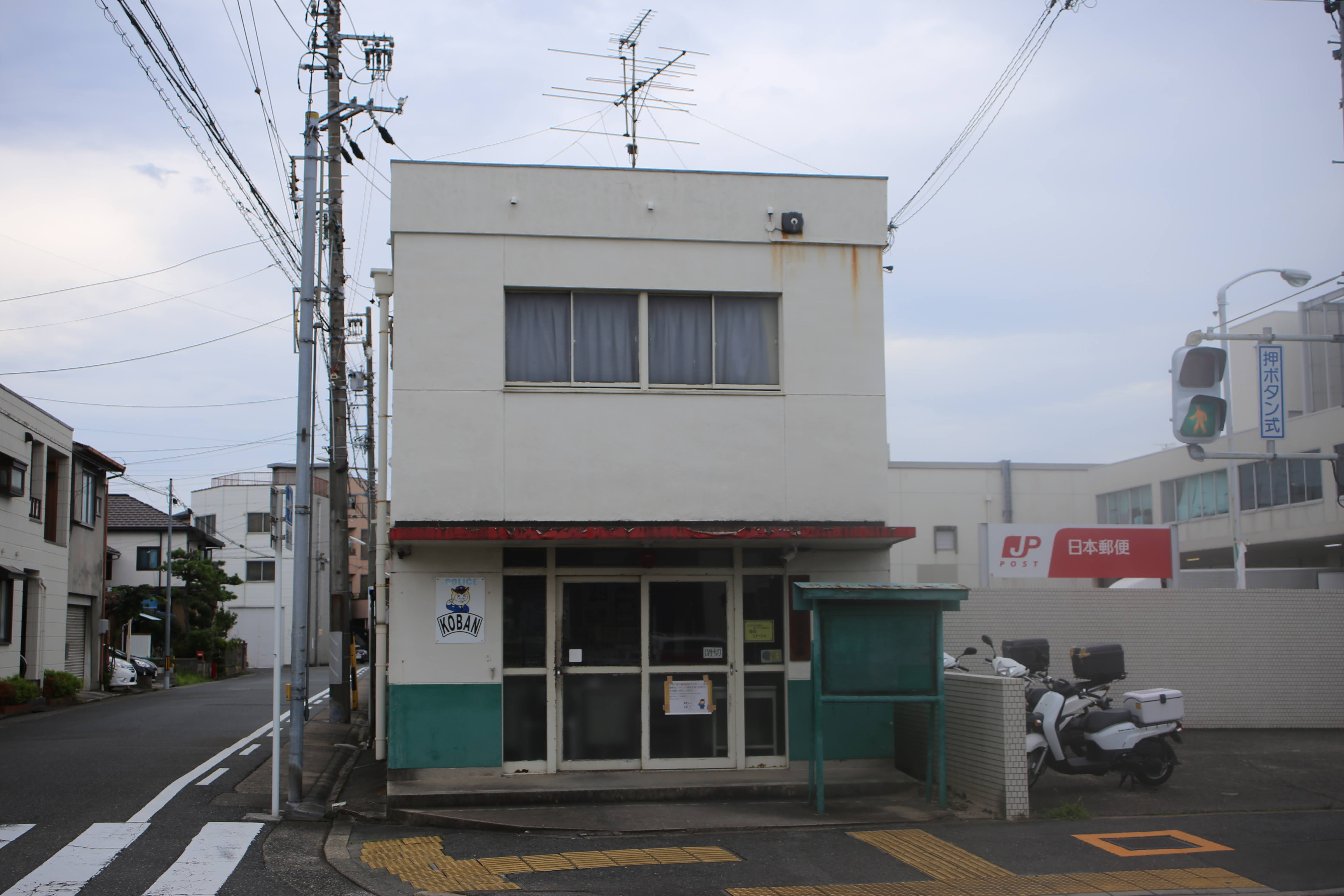
日吉交番

3. 1 2  名古屋市計画局 1992, p. 253.
4. 1 2  名古屋市総務局企画室統計課 1957, p. 79.
5. 1 2  名古屋市総務局企画部統計課 1967, p. 73.
6. 1 2  名古屋市総務局統計課 1977, p. 48.
7. 1 2  名古屋市総務局統計課 1986, p. 51.
8. ↑  名古屋市総務局企画部統計課 1991, p. 26.
9. ↑  名古屋市総務局企画部統計課 1996, p. 71.
10. ↑  『スーパーマップル・東海道路地図』（昭文社編）61ページ参照
11. 1 2 3 4  天理大学おやさと研究所 1977, p. 766.
12. 1 2  天理大学おやさと研究所 1977, p. 767.
13. ↑  天理大学おやさと研究所 1977, p. 768.

### 統計資料
- 名古屋市総務局企画室統計課 編『昭和31年版 名古屋市統計年鑑』名古屋市、1957年。
- 名古屋市総務局企画部統計課 編『昭和41年版 名古屋市統計年鑑』名古屋市、1967年。
- 名古屋市総務局統計課 編『昭和51年版 名古屋市統計年鑑』名古屋市、1977年。
- 名古屋市総務局統計課 編『昭和60年国勢調査 名古屋の町・丁目別人口（昭和60年10月1日現在）』名古屋市役所、1986年。
- 名古屋市総務局企画部統計課 編『平成2年国勢調査 名古屋の町（大字）別・年齢別人口（平成2年10月1日現在）』名古屋市役所、1994年。
- 名古屋市総務局企画部統計課 編『平成7年国勢調査 名古屋の町（大字）・丁目別人口（平成7年10月1日現在）』名古屋市役所、1996年。